# Arthur af Forselles
Arthur Edvard af Forselles, född 11 februari 1864 i Lampis, död 27 juli 1953 i Helsingfors, var en finländsk läkare. Han var son till Alexander af Forselles. 
Arthur af Forselles blev medicine och kirurgie doktor 1894 och var extra ordinarie professor i otorhinolaryngologi vid Helsingfors universitet 1907–1929. Han grundade 1900 ett eget sjukhus, som 1908 blev universitetets öronklinik. Han var även kommunalpolitiskt verksam i huvudstaden (bland annat ordförande i stadsfullmäktige 1899–1913 och 1915–1918) och ledamot av Finlands riksdag för Svenska folkpartiet 1919–1921. Han var ordförande i Finlands automobilklubb 1920–1937 och i Nordiska föreningsbankens förvaltningsråd 1938–1947. Utom ett flertal otologiska undersökningar utgav han några nationalekonomiska skrifter.